# Stratiomys validicornis
Stratiomys validicornis är en tvåvingeart som först beskrevs av Friedrich Hermann Loew 1854.  Stratiomys validicornis ingår i släktet Stratiomys och familjen vapenflugor. Inga underarter finns listade i Catalogue of Life.